# Мајкл Си Хол
Мајкл Карлајл Хол (енгл. Michael Carlyle Hall; Рали, 1. фебруар 1971) амерички је глумац. Најпознатији је по улогама Дејвида Фишера у ТВ серији Шест стопа под земљом и Декстера Моргана у ТВ серији Декстер. Године 2009. освојио је Златни глобус и Награду телевизијских глумаца за своју улогу у серији Декстер. Глумио је зликовца Кена Касла у филму Гејмер (2009).